# Teach For Japan
ティーチ・フォー・ジャパン（Teach For Japan、TFJ）とは日本にある教育系NPOである。
代表理事は中原健聡。
理事・ファウンダーの松田が留学先で教育系NPOTeach For Americaの事業モデルに感銘を受け、2010年に日本で準備団体を立ち上げ、2012年にTeach For Allのネットワークに加盟した。日本の教員養成・採用・研修と教員免許制度の改革から、教育環境・機会格差の是正に取り組んでおり、自治体と連携して臨時免許や特別免許の利活用によって、教員免許の有無にかかわらず、原則2年間学校現場に先生を配置するフェローシップ・プログラムを運営している。